# Montassar Tabben
Montassar Tabben (arabe : منتصر التبان), né le 15 décembre 1982, est un karatéka et chercheur franco-tunisien.
Champion d'Afrique en 2008, il remporte notamment une médaille d'or aux Jeux méditerranéens de 2005 et une médaille de bronze aux championnats du monde 2006 à Tampere (Finlande).
Il devient ensuite chercheur en médecine du sport avec une spécialisation en prévention des blessures.

## Biographie
En 2014, il obtient un doctorat en physiologie sportive à l'université de Rouen, pour lequel il reçoit le prix de la meilleure thèse remis par la Fondation Flaubert,.
En 2016, il est un expert scientifique et préparateur physique pour la délégation tunisienne aux Jeux olympiques, rôle pour lequel il est reconnu par le Comité national olympique. À la fin de l'année, il s'installe à Doha et y travaille comme chercheur dans le domaine de la prévention des blessures à l'hôpital de médecine sportive et orthopédique du Qatar.

## Palmarès

### Championnats du monde
- Médaille de bronze (2006)[4]

### Championnats d'Afrique
- Médaille d'or (2008)[4]
- Médaille d'argent (2010)[4]

### Jeux méditerranéens
- Médaille d'or (2005 (en))[5]

### Championnats arabes
- Médaille d'or et  médaille d'argent (2006)[réf. nécessaire]
- Médaille d'or et  médaille d'argent (2007)[réf. nécessaire]

### Autres tournois
- Médaille d'or (German Open 2006)[4]
- Médaille d'or (Open de Paris 2007)[4]
- Médaille d'or (Italian Open 2008)[4]
- Médaille d'or (Italian Open 2009)[4]
- Médaille d'argent (Dutch Open 2005)[4]
- Médaille d'argent (Championnats universitaires 2010)[4]
- Médaille de bronze (French Open 2006)[4]
- Médaille de bronze (Dutch Open 2006)[4]
- Médaille de bronze (Dutch Open 2007)[4]
- Médaille de bronze (Open de Paris 2010)[4]
- Médaille de bronze (Dutch Open 2010)[4]